# Alieu Kosiah
 (juillet 2021).
La mise en forme du texte ne suit pas les recommandations de Wikipédia : il faut le « wikifier ».
Les points d'amélioration suivants sont les cas les plus fréquents :
- Les titres sont pré-formatés par le logiciel. Ils ne sont ni en capitales, ni en gras.
- Le texte ne doit pas être écrit en capitales (les noms de famille non plus), ni en gras, ni en italique, ni en « petit »…
- Le gras n'est utilisé que pour surligner le titre de l'article dans l'introduction, une seule fois.
- L'italique est rarement utilisé : mots en langue étrangère, titres d'œuvres, noms de bateaux, etc.
- Les citations ne sont pas en italique mais en corps de texte normal. Elles sont entourées par des guillemets français : « et ».
- Les listes à puces sont à éviter, des paragraphes rédigés étant largement préférés. Les tableaux sont à réserver à la présentation de données structurées (résultats, etc.).
- Les appels de note de bas de page (petits chiffres en exposant, introduits par l'outil «  Source ») sont à placer entre la fin de phrase et le point final[comme ça].
- Les liens internes (vers d'autres articles de Wikipédia) sont à choisir avec parcimonie. Créez des liens vers des articles approfondissant le sujet. Les termes génériques sans rapport avec le sujet sont à éviter, ainsi que les répétitions de liens vers un même terme.
- Les liens externes sont à placer uniquement dans une section « Liens externes », à la fin de l'article. Ces liens sont à choisir avec parcimonie suivant les règles définies. Si un lien sert de source à l'article, son insertion dans le texte est à faire par les notes de bas de page.
- La présentation des références doit suivre les conventions bibliographiques. Il est recommandé d'utiliser les modèles {{Ouvrage}}, {{Chapitre}}, {{Article}}, {{Lien web}} et/ou {{Bibliographie}}. Le mode d'édition visuel peut mettre en forme automatiquement les références.
- Insérer une infobox (cadre d'informations à droite) n'est pas obligatoire pour parachever la mise en page.

Pour une aide détaillée, merci de consulter Aide:Wikification.
Si vous pensez que ces points ont été résolus, vous pouvez retirer ce bandeau et améliorer la mise en forme d'un autre article.
Alieu Kosiah (né le 3 mars 1975 à Ganta, dans le comté de Nimba, au Liberia) est un ancien commandant de la faction du Mouvement uni de libération du Liberia pour la démocratie (ULIMO), un groupe rebelle qui a participé à la première guerre civile libérienne (1989-1996) et qui a combattu le Front national patriotique du Liberia, dirigé par Charles Taylor. Après la guerre, Kosiah a immigré en Suisse en 1999, où sa demande d’asile a été rejetée. Il vécut alors dans la clandestinité dans ce pays. À la suite de son mariage avec une ressortissante suisse en 2004, une autorisation de séjour lui a été octroyée par la suite. Il a été arrêté en 2014 dans ce même pays, dans le cadre d’accusation de crime de guerre et de crime contre l’humanité.

## Arrestation
Le 10 novembre 2014, les autorités suisses ont arrêté Kosiah dans le cadre d'accusations selon lesquelles il aurait été impliqué dans des massacres de masse dans certaines parties du comté de Lofa au Liberia entre 1993 et 1995. Des plaintes pénales ont été déposées contre lui par plusieurs victimes libériennes, représentées par Alain Werner, directeur de l'ONG suisse Civitas Maxima. Kosiah a été accusé d'avoir ordonné des massacres de civils, des viols et d'autres atrocités dans le nord du Liberia pendant la première guerre civile du pays.

## Acte d'accusation
Le 22 mars 2019, après cinq ans d'enquête pénale, le Ministère public de la Confédération Suisse a inculpé Kosiah pour crimes de guerre, après avoir entendu les témoignages de plus de 25 témoins et victimes.
Kosiah a été accusé de plusieurs chefs d'accusation, notamment d'avoir ordonné, commis ou participé au meurtre de civils et de soldats hors de combat, d'avoir profané le cadavre d'un civil, d'avoir violé un civil, d'avoir ordonné le traitement cruel de civils, d'avoir recruté et utilisé un enfant soldat, d'avoir ordonné plusieurs pillages, et d'avoir ordonné et/ou participé au transport forcé de marchandises et de munitions par des civils.
Le 31 octobre 2019, le Tribunal pénal fédéral suisse a inscrit l'affaire pénale contre Alieu Kosiah pour un procès à Bellinzone, qui commencera le 14 avril et se terminera le 30 avril 2020. En mars 2020, en raison de la propagation rapide du COVID-19, et des mesures croissantes imposées par les autorités suisses en réponse à la pandémie, le TPF a annoncé que le procès d'Alieu Kosiah, ancien commandant de l'ULIMO, était à nouveau reporté. Le tribunal a décidé de ne procéder qu'aux questions préliminaires et à l'audition du prévenu du 3 décembre au 11 décembre 2020. L'avocat Alain Werner, représentant quatre des victimes présumées, a demandé le report du procès afin qu'elles puissent être présentes, ou, au moins, que les audiences soient diffusées en direct au Libéria. Le reste du procès - l'audition des plaignants et des témoins, et les plaidoiries finales - a eu lieu du 15 février au 5 mars 2021.
Le 1er juin 2023, Alieu Kosiah a été reconnu coupable de crimes contre l’humanité et a 20 ans de prison en première instance par un tribunal en Suisse.

## Procès
Lors de l'ouverture du procès le 3 décembre 2020, le président du Tribunal pénal fédéral Jean-Luc Bacher a posé quelques questions préliminaires, puis est passé à l'interrogatoire de Kosiah avant de donner ensuite la parole au procureur général et à la défense. Kosiah a nié toutes les accusations portées contre lui, affirmant qu'il ne se trouvait pas dans les lieux où les crimes ont été commis et qu'il ne connaissait pas les victimes.
Le Ministère public de la Confédération (MPC) a requis à l'encontre de Kosiah la peine maximale de privation de liberté - 20 ans - et l'expulsion de Suisse pendant 15 ans, compte tenu de l'"extrême gravité" des crimes qui lui sont reprochés.
C'était la première fois qu'un membre de l'ULIMO était jugé pour crimes de guerre, et la première fois que le MPC organisaient un procès pour crimes de guerre. Ce procès en Suisse était le premier en vertu d'une loi de 2011 qui permet de poursuivre les crimes de guerre commis partout dans le monde. Il a également marqué la première fois que des accusations de crimes de guerre ont été entendues par un tribunal civil suisse.

## Jugement
Alieu Kosiah a été condamné le 18 juin 2021 à 20 ans de prison pour des crimes tels que le meurtre, le viol et le cannibalisme. Il est le premier Libérien à être condamné en relation avec la guerre civile libérienne.